# O strannostjach ljubvi
O strannostjach ljubvi (О странностях любви) è un film del 1936 diretto da Jakov Aleksandrovič Protazanov.